# 모토니시모나이촌
모토니시모나이촌(元西馬音内村)은 아키타현 오가치군에 있던 촌이다. 현재의 우고정 중심부에 서쪽으로 접한 지역에 해당한다.

## 역사
- 1889년 4월 1일 - 정촌제 시행에 의해 2촌의 구역으로 성립하였다.
- 1955년 4월 1일 - 니시모니아 정·니나리 촌·메이지 촌·미와 촌·다시로 촌·센도 촌의 1정 6촌이 합병해 우고 정이 성립해, 동일 모토니시모나이촌이 폐지되었다.